# Erich Purk
Erich Purk OFMCap (* als Vinzenz Purk am 26. November 1939 in Rudolfstal (Bosanski Aleksandrovac) in Bosnien (heute: Laktaši, Bosnien und Herzegowina); † 30. Dezember 2017 in Münster-Gievenbeck) war ein deutscher römisch-katholischer Ordensgeistlicher. Er wurde bekannt als Sprecher von „Das Wort zum Sonntag“.

## Leben
Vinzenz Purk, ältester von sieben Geschwistern, wurde mit seiner Familie im Zweiten Weltkrieg von Rudolfstal in Bosnien 1942 nach Lublin in Polen, später nach Sögel im Emsland umgesiedelt. Dort besuchte er von den Kapuzinern aus Schloss Clemenswerth geführte Schulen, trat 1961 der Ordensgemeinschaft der Kapuziner in Stühlingen in Baden-Württemberg bei und erhielt den Ordensnamen Erich. Er studierte Philosophie und Katholische Theologie in Krefeld und Münster sowie Homiletik in München. 1965 legte er die ewige Profess ab und empfing 1967 durch den Münsteraner Weihbischof Heinrich Baaken die Priesterweihe. Purk war dann Pilgerseelsorger in der Wallfahrtskirche Ave Maria im baden-württembergischen Deggingen und kehrte 1970 nach Münster zurück, wo er Guardian, Seelsorger und Exerzitienbegleiter seines Ordens bis 1989 war. Bekannt wurde er mit seiner Medienarbeit, unter anderem Morgenandachten im Radio und als Sprecher des „Wortes zum Sonntag“ in der ARD. Von 1989 bis 1992 war er Novizenmeister der damaligen Rheinisch-Westfälischen Kapuzinerprovinz im Kapuzinerkloster in Werne und wechselte danach nach Frankfurt am Main auf den Liebfrauenberg. Dort war er Guardian im Kapuzinerkloster in der Frankfurter Innenstadt und engagierte sich als Obdachlosenseelsorger für den Aufbau der Frankfurter City-Pastoral mit dem Hauptstandort Liebfrauenkirche. 2001 kehrte er nach Münster zurück und wirkte dort in der Armen- und Obdachlosenseelsorge sowie als Schriftsteller, Exerzitienleiter und Prediger. Zudem hatte er einen Lehrauftrag an der Philosophisch-Theologischen Hochschule Münster inne.
Er war zudem als Autor tätig und veröffentlichte Bücher wie „Auf den Spuren des Jakobus“, „Das kleine Buch vom Engel an deiner Seite“ oder „Stark wie ein Baum“.

## Schriften (Auswahl)
- Auf den Spuren des Jakobus: Spirituelle und praktische Tipps vor dem Aufbruch, Katholisches Bibelwerk 2006, ISBN 3460318465, mit Elisabeth Alferink
- Sehnsucht: der Tastenfächer, Katholisches Bibelwerk 2006, ISBN 3460303034
- Tanzen mit dem Wind: „du wirst meine Trauer in Freude verwandeln“, tvd 2007, ISBN 3926512822
- Stark wie ein Baum: Der spirituelle Begleiter, Katholisches Bibelwerk 2006, ISBN 3460271655
- Das kleine Buch vom Engel an deiner Seite, tvd 2008, ISBN 3926512792, zusammen mit  Irmtraud Schiedenharn (Autor), Suzanne von Borsody (Mitwirkende), Witta Pohl (Mitwirkende), Jutta Speidel (Mitwirkende), Wolfgang Fierek (Mitwirkende), Marie-Luise Marjan (Mitwirkende)
- Erwarten: der spirituelle Adventsbegleiter, Katholisches Bibelwerk 2010, ISBN 3460271353
- Großes erwarten: Der Kalender für die Advents- und Weihnachtszeit, Katholisches Bibelwerk 2016, ISBN 3460271957